# Calamus ramulosus
Calamus ramulosus är en enhjärtbladig växtart som beskrevs av Odoardo Beccari. Calamus ramulosus ingår i släktet Calamus och familjen Arecaceae. Inga underarter finns listade i Catalogue of Life.